# Львівський погром (1601)
Льві́вський погро́м 1601 ро́ку — єврейський погром у Львові, який трапився 27 липня 1601 р. 

## Перебіг подій
Під вечір 27 липня 1601 р., коли міська брама вже зачинялась, на Єврейську вулицю був скоєний напад за участі шляхтича Орінського, його спільника Ружнєцького й кількох їхніх друзів. Разом вони почали шаблями бити євреїв, які прогулювались вулицею. Незважаючи на те, що останні досить швидко поховались по домівках, банда змогла вдертися спочатку до помешкання Ісака Нахмановича, де мешкав і його син. А згодом і до синагоги, де молились євреї. Щоб захиститися від нападників, останні зачинились у приміщенні. Попри численні спроби пробитися крізь залізні двері, розбійникам це зробити не вдалось, через що вони повернулися на вулицю, і там розгатили залізні двері єврея Москви. Разом з тим вчинили погром, важко поранили в голову і обидві рук Тев'є-золотаря, похилого дідуся, який вже і не міг боронитися.